# 모리와키 료타
모리와키 료타(일본어: 森脇 良太, 1986년 4월 6일 ~ )는 일본의 축구 선수이다.

## 구단 경력
그는 2005년부터 2024년까지 J리그의 산프레체 히로시마, 에히메 FC, 우라와 레즈, 교토 상가 FC에서 활동하였다.

## 국가대표팀 경력
그는 2011년 AFC 아시안컵에 참가할 일본 국가대표팀에 발탁되었다. 경기에는 출전하지 않았다. 6월 1일 페루과의 경기에서 일본 국가대표팀에 데뷔했다. 2013년 EAFF 동아시안컵에도 출전, 우승에 기여했다. 그는 2013년까지 국제 A매치 통산 3경기에 출전했다.

## 통계
| 일본 | 일본 | 일본 |
| 연도 | 출전 | 득점 |
| ---- | ---- | ---- |
| 2011 | 1    | 0    |
| 2012 | 1    | 0    |
| 2013 | 1    | 0    |
| 통산 | 3    | 0    |